# Prova di trazione

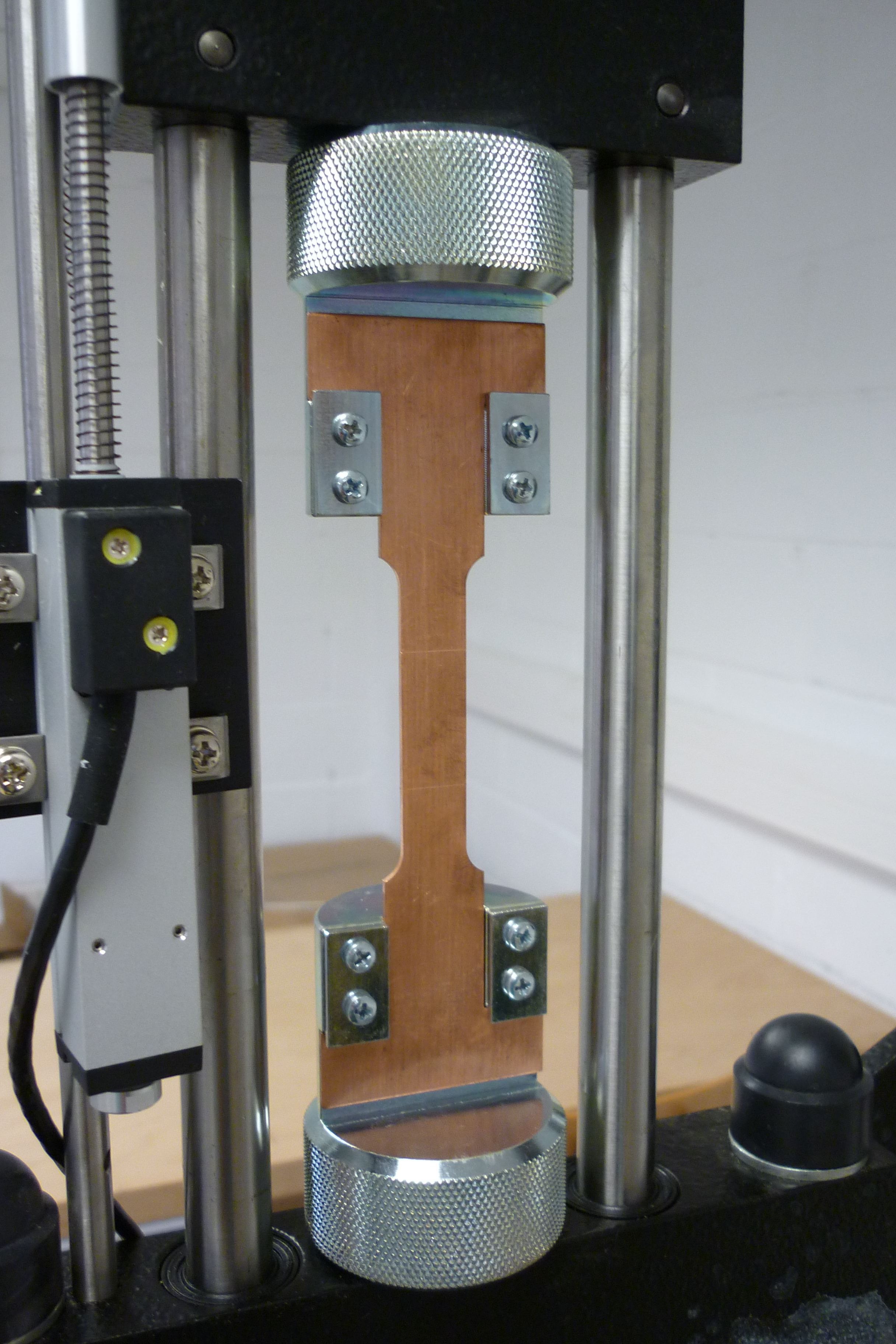
Svolgimento di una prova di trazione

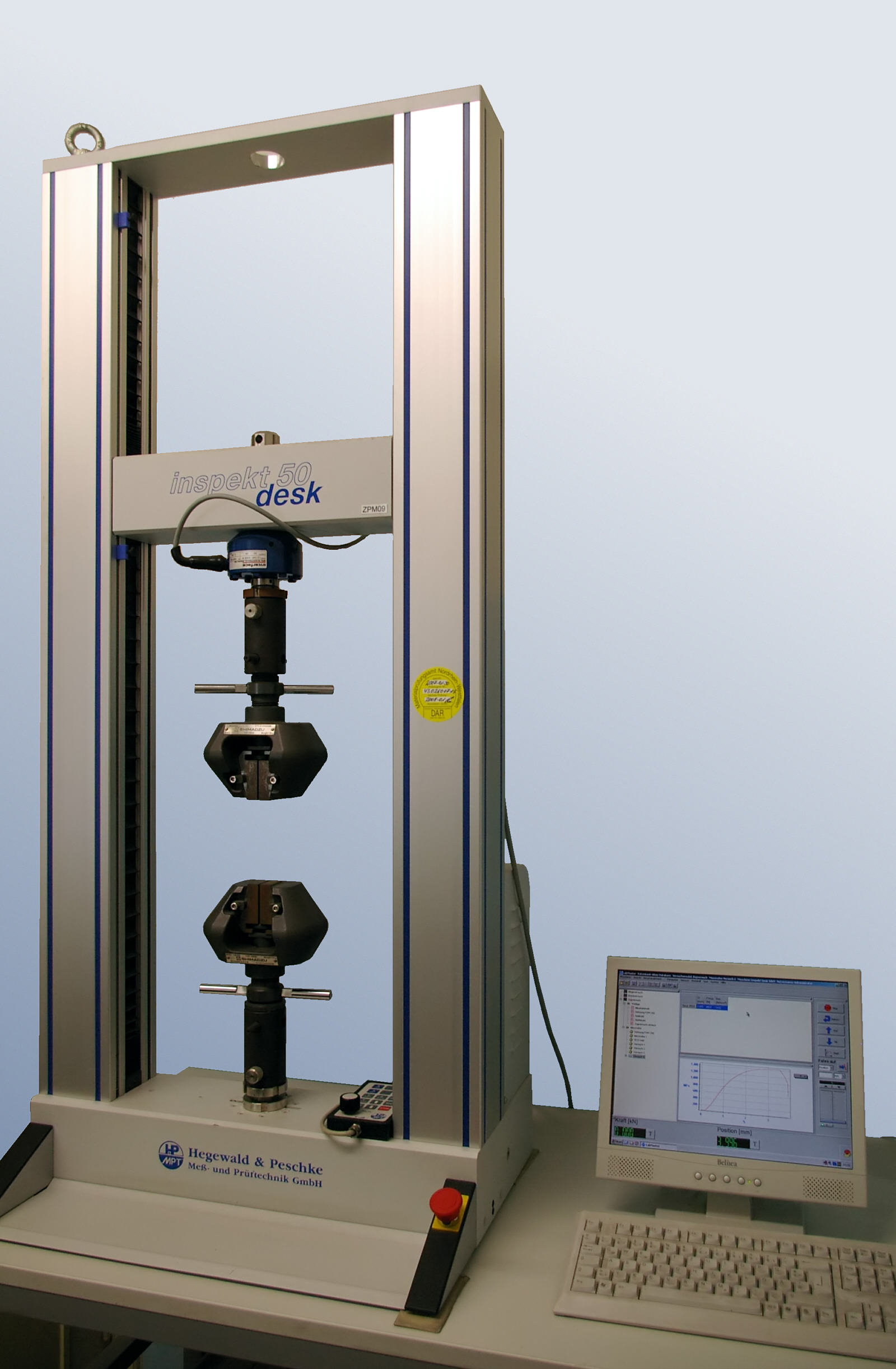
Macchinario utilizzato per svolgere prove di resistenza sui materiali

In scienza dei materiali, la prova di trazione (o prova di trazione uniassiale) è una prova di caratterizzazione dei materiali che consiste nel sottoporre un provino di dimensioni standard (descritte da una apposita norma UNI) di un materiale in esame ad un carico F monoassiale inizialmente nullo che viene incrementato fino a un valore massimo che determina la rottura del materiale.
La prova di trazione serve a determinare diverse caratteristiche del materiale in esame, tra cui la resistenza meccanica (Rm), il modulo di Young o modulo di elasticità (E), il carico unitario di snervamento (YS, "yield strength"), l'allungamento percentuale (A%, "elongation"), la strizione percentuale (Z%, "reduction of area"). La si usa soprattutto per materiali metallici e polimeri.

## Risultati sperimentali

Confronto tra i risultati sperimentali di una prova trazione (A) e la curva di elasticità del materiale (B). Una curva di elasticità reale è sempre una funzione monotona crescente: la strizione provoca invece un calo dello sforzo e del carico globali nella curva A vicino alla rottura.

La macchina utilizzata per la prova di trazione fornisce direttamente una curva, detta curva di trazione, in cui ogni punto ha per ascissa gli "allungamenti unitari" (x) e per ordinata i valori di "carichi unitari" o sforzi (N0 o σ0).
Questa curva viene corretta per arrivare alla curva di elasticità del materiale, mediante l'impiego di due semplici formule:
- una correzione dell'ascissa, con cui si deduce la deformazione a partire dall'allungamento del provino.
- una correzione dell'ordinata, con cui si deduce la tensione nella zona più sollecitata, a partire dallo sforzo globale sul provino.

## Calcolo della tensione
Il carico unitario σ0 è semplicemente il rapporto tra il carico e l'area iniziale del provino:
{\displaystyle \sigma _{0}={\frac {F}{A_{0}}}}
con
- F è il carico applicato;
- A0 è l'area iniziale della sezione del provino.

Per ottenere il vero valore della tensione meccanica, bisogna quindi tenere conto della variazione della sezione effettiva, che si riduce sotto per effetto del carico di trazione:
{\displaystyle \sigma ={\frac {F}{A(F)}}}
In campo elastico, la tensione corrisponde praticamente allo sforzo (per gli acciai e molti altri metalli si può trascurare l'effetto Poisson), mentre in campo plastico l'area si riduce sensibilmente col carico, e si verifica il fenomeno della strizione plastica. 
Il fattore di correzione della tensione corrisponde all'inverso del coefficiente di strizione:
{\displaystyle {\frac {\sigma }{\sigma _{0}}}={\frac {A_{0}}{A(F)}}}.

## Calcolo della deformazione
L'allungamento unitario x è invece pari a:
{\displaystyle x={\frac {\Delta L}{L_{0}}}={\frac {L-L_{0}}{L_{0}}}={\frac {L}{L_{0}}}-1}
in cui:
- L è la lunghezza finale del provino (variabile) ottenuta dall'allungamento del provino;
- L0 è la lunghezza iniziale del provino.

Anche questo va corretto con gli effetti di variazione dell'area, per arrivare al valore di deformazione.
La deformazione risulta in effetti pari al logaritmo del rapporto tra le lunghezze:
{\displaystyle \varepsilon =\ln {\frac {L}{L_{0}}}=\ln(x+1)}

## Forma dei provini

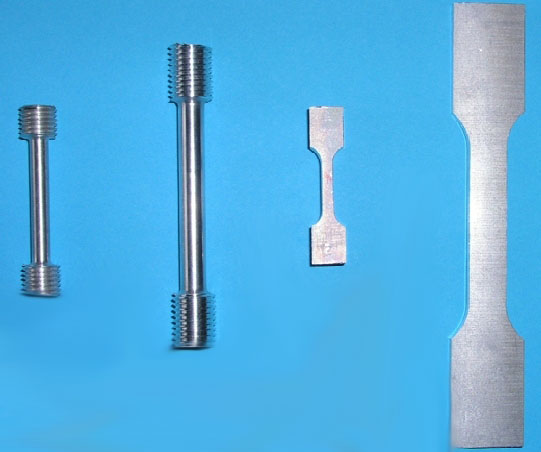
Esempi di provini cilindrici (a sinistra) e piatti (a destra).

Mentre la curva di elasticità varia solo col materiale, e non dipende dalla forma del provino, provini di forma diversa portano a curve di trazione diverse, come è facile verificare sperimentalmente.
Per questo motivo, e per cercare di limitare il più possibile gli errori di approssimazione nel passaggio dalla curva di trazione alla curva di elasticità, sono stati compiuti in passato grandi sforzi per regolamentare e standardizzare la forma dei provini. I provini standard per la prova di trazione sono oggi a sezione cilindrica oppure piatti. In particolare, per i materiali metallici si usano provini a sezione circolare, mentre per i materiali polimerici si usano provini a sezione rettangolare.
In ogni caso i provini sono provvisti di due estremità che servono per l'ammorsaggio alla macchina (dette "teste del provino"), per cui la lunghezza utile del provino (sulla quale si svolgono le misurazioni di deformazione) è minore della sua lunghezza totale. Le teste del provino possono essere "quadre", "filettate" o "a spillo". La forma (detta "a doppio T" o "a osso di cane") e le dimensioni dei provini sono standardizzate per ogni tipo di materiale.
La geometria del provino è studiata in modo tale che si abbia rottura nella zona centrale dello stesso, in quanto vicino alle ganasce non si ha una forza uniassiale, ma entrano in gioco anche le forze applicate dalle ganasce che fissano il provino. Nella zona centrale del provino l'area della sezione è minore di quella nella zona più larga, ciò consente di ottenere uno sforzo maggiore nella zona centrale a parità di forza applicata, e quindi ottenere rotture in quel punto.

Esempi di ammorsaggio dei provini con diversi tipi di testa.

## Procedura operativa
Si fissa il provino tra due morsetti in posizione verticale (in modo tale che la forza di gravità non influisca sulla prova). I morsetti stringono il provino nella zona larga.
Una ganascia comincia a spostarsi a velocità costante, impostata tramite computer; comincia a nascere uno stato di sforzo nel materiale e si genera una forza crescente, opposta alla direzione della traversa della macchina. Si impone lo stop alla macchina quando il provino si rompe oppure quando la traversa si è spostata di una distanza prefissata.
Sulla macchina è presente una cella di carico che misura istante per istante la forza applicata al provino sul quale inoltre è applicato un estensimetro, che misura l'allungamento. Grazie all'estensimetro e alla cella di carico, si ottengono valori di sforzo e deformazione a intervalli di tempo costanti ottenendo quindi un diagramma sforzo-deformazione.

## Analisi della curva di trazione

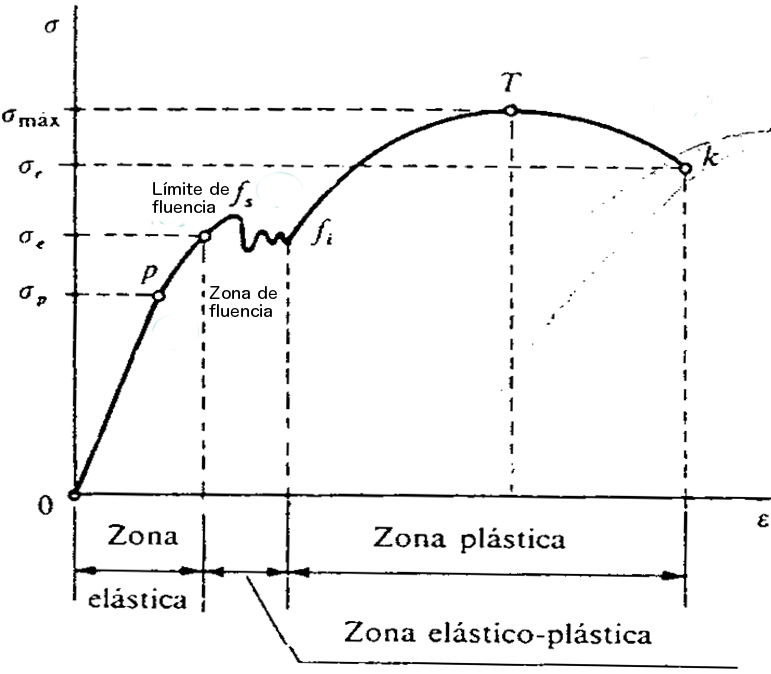
Diagramma sforzo-allungamento

Fasi di rottura del provino:
1) Strizione
2) Formazione delle microcricche
3) Coalescenza delle microcricche
4) Rottura

Durante la prova di trazione il provino passa attraverso le seguenti fasi:
- comportamento elastico, deformazione completamente reversibile che non porta a danni o deformità permanenti, che si suddivide in ulteriore due sottoparti, che possono essere presenti in forma diversa a seconda del materiale:
  - Elastica lineare; le deformazioni che avvengono durante questa fase sono reversibili, per cui se in questa fase si riporta a zero il carico non si hanno deformazioni residue del provino, cioè viene ripristinata la sua lunghezza iniziale; in questa fase gli allungamenti sono direttamente proporzionali ai carichi (per cui nel diagramma sforzo-deformazione è rappresentata da un tratto rettilineo) e il rapporto è pari ad una costante che viene detta modulo di Young; in questo tratto è valida la legge di Hooke
  - Elasticità non lineare & limite elastico; il materiale raggiunge il massimo allungamento elastico tramite un allungamento non proporzionale
- Continuando la prova si ha il comportamento elasto-plastico o snervamento, corrisponde ad una caduta della resistenza del materiale dovuta alla formazione di "microcricche" all'interno del materiale, di fatto al termine della cricca il materiale subisce un allungamento, ma se viene ripetuta la prova applicando una forza minore il materiale avrà un comportamento elastico, altrimenti si proseguirà lo snervamento fino ad arrivare al comportamento plastico.
- comportamento plastico; in questa fase le deformazioni sono sia elastiche (reversibili) che plastiche (permanenti), ciò significa che azzerando il carico durante questa fase si hanno deformazioni residue associate al contributo di deformazione plastica, per cui il provino avrà una lunghezza maggiore rispetto all'inizio della prova questa porzione di curva è suddivisibile in due parti:
  - Plastico fino al "carico di rottura" (ovvero il massimo sforzo sopportabile dal provino), dove si ha una deformazione su tutto il provino e il raggiungimento della massimo carico sopportabile.
  - Strizione, continuando la prova, si assiste ad una deformazione localizzata in una sezione specifica, per cui una piccola parte del provino diminuisce velocemente l'area della sua sezione e caratterizza la parte discendente del diagramma sforzo-deformazione;
- in seguito alla strizione si ha la rottura del provino, nel "punto di rottura", che non va confuso con il precedente "carico di rottura".

## Calcolo della strizione

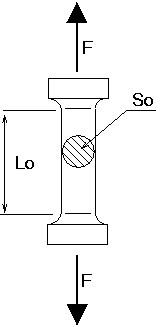
Disegno di un provino utilizzato per le prove di trazione.

Il volume del provino resta invariato, quindi il volume iniziale {\displaystyle V_{0}} è uguale a quello finale {\displaystyle V_{f}}:
{\displaystyle V_{0}=V_{f}=V}
essendo il volume {\displaystyle V} del provino dato dal prodotto della sezione {\displaystyle A} per la lunghezza {\displaystyle L}, ovvero:
{\displaystyle V=A_{0}\cdot L_{0}=A_{f}\cdot L_{f}}
Quindi la sezione finale sarà data da:
{\displaystyle A_{f}={\frac {V}{L_{f}}}}
essendo la lunghezza finale Lf pari alla somma della lunghezza iniziale L0 e dell'allungamento ΔL, ovvero:
{\displaystyle L_{f}=L_{0}+\Delta L}
da cui, sostituendo nell'espressione precedente:
{\displaystyle A_{f}={\frac {V_{0}}{L_{0}+\Delta L}}}
per cui noti il volume del provino, la lunghezza iniziale del provino (che si misura prima della prova di trazione) e l'allungamento (che si misura alla fine della prova a trazione) è possibile determinare l'area finale della sezione (ovvero a deformazione avvenuta).

## Curva di elasticità

Confronto tra la curva di trazione (A) e la curva di elasticità (B).

La curva di elasticità  riporta in ascissa la "deformazione" e in ordinata la "tensione".
La deformazione εr è pari al logaritmo dell'allungamento del provino:
ε = ln(x)
La tensione reale σ è pari al rapporto tra la forza applicata F e l'area resistente effettiva del provino A(F) (che diminuisce man mano che il carico aumenta):
σr = F/A
A differenza delle curve sperimentali di trazione, nella curva di elasticità del materiale la tensione cresce sempre con la deformazione, fino alla rottura.